# Джарвис, Джордж
Джордж Джарвис (англ. George Jarvis, греч. Τζώρτζ Τζάρβις; 1797, Альтона (ныне — в черте Гамбурга) — 11 августа 1828, Аргос) — американский филэллин, генерал-лейтенант греческой армии, участник Освободительной войны Греции 1821—1829 годов.

## СШАиГреческая революция
- Из обращения президента США Джеймса Монро 4 декабря 1822 года касательно Греческой революции:

…долголетнее отсутствие этой страны, пребывавшей под тёмным гнётом, глубоко печалило мужественные духи прошлого.

Было естественным, что новое явление этого народа в своём первоначальном характере, сражающимся за свою свободу, вызвало энтузиазм и симпатию повсюду в США.— 
- Из ответа американского правительства на греческий запрос о помощи от 18 августа 1823 года:

С одной стороны, США желают видеть греков победителями, с другой стороны, США не могут в силу своего международного положения участвовать в войне, в ходе которой они придерживаются нейтралитета. США находятся в мирных отношениях со всем миром.— 
- Нейтралитет США не стал помехой нескольким американским филэллинам принять участие в Освободительной войне Греции 1821—1829 годов. Первым из них был Джордж Джарвис.

## Биография
Джордж Джарвис родился в Альтона, Дания (ныне район города Гамбург, Германия) в 1797 году. Его отец, Бенджамин Джарвис, был американским дипломатом.
С началом Греческой революции Джордж оставил свою учёбу в немецком университете и вместе с десятками добровольцев направился в Грецию сражаться на стороне восставших греков против турок.
Джарвис прибыл на остров Идра вместе с английским филэллином Ф. Хэстингсом 3 апреля 1822 года. Под командованием и на судне идриота капитана Томбазиса Джарвис воевал в качестве морского офицера с 1822 по 1824 год.
Будучи в Греции, Джарвис изучил греческий язык, усвоил образ жизни греческих бойцов, надел «фустанеллу», отдал всё своё состояние Греческой революции и разделял все невзгоды со своими греческими соратниками, которые в свою очередь, эллинизировав его имя, называли его капитан Георгиос Зервас, Американец.

## Филэллинизм Джарвиса
Филэллинизм Джарвиса носил идеологический характер: сражаясь за Грецию, Джарвис чувствовал, что исполняет свой долг «перед потомками того народа, которому вся Европа обязана своей культурой и наукой».
Однако среди иностранцев, прибывающих в Грецию, было и много лиц, «которые прибывали нажить состояние, другие, чтобы получить известность и славу, третьи были просто авантюристами».
Когда многие соратники Джарвиса из германского легиона, уставшие и разочаровавшиеся, решили вернуться на родину, Джарвис простился с ними стихами:

Не забывайте меня, друзья мои.
Меня, что остаюсь сражаться за свободу
В морях и долинах Эллады,
Чтоб цепи позора разбить,
Человечности проложить дорогу.— 
Когда лорд Байрон прибыл в Месолонгион, Джарвис перебрался в этот город и стал его адъютантом, которым оставался до самой смерти Байрона 18 апреля 1824 года.
Вместе с греческим инженером М. Коккинисом Джарвис принял участие в строительстве укреплений города. В августе 1824 года Джарвис принял участие в походе провинцию Эпир под руководством А. Маврокордато.
В своём письме филэллинскому комитету города Бостон от 6 (18) января 1825 года Джарвис писал из Месолонгиона:

В течение последних 3-х страшных лет я был свидетелем беспримерной борьбы мужественных и патриотичных греков, связал себя с ними и принял участие в некоторых из важнейших их подвигов.
Как офицер греческого флота я был с ними в разных экспедициях на островах Хиос, Лесбос, у побережья Малой Азии, Сирии, островов Крит, Кипр, Эгейского Архипелага и Пелопоннеса.
Принял участие с ними в 13 походах, в ходе которых мы сожгли несколько линейных кораблей и множество малых, другие захватили, взяли и обороняли крепости, оказывали посильную помощь беженцам-христианам.
Современные греки похожи во всех деталях на своих предков.
Те же самые мужи, что воют моряками, по возвращении становятся пехотинцами.
Так я участвовал в осаде города Афины, Нафплион, в обороне Месолонгиона и в боях на Пелопоннесе.
После прибытия Байрона я стал его адъютантом (adjutant general) при созданном им отряде, до самой его печальной смерти…
(о иностранцах в Греции)
…Греция не нуждается в солдатах. Десятой части вооружённых греков более чем достаточно, если они будут едины, чтобы занять все европейские провинции турецкой империи. Но мы нуждаемся в хлебе и в деньгах, чтобы купить его, снабдить обувью и шинелями солдат, которые мёрзнут.
Страна стала огромной пустыней, где за исключением немногих городов ни один дом не остался цел, оливковые и апельсиновые деревья срублены татарами, пустыней, где ни одно животное не может дать нам пищу — так выглядит военный театр в Греции.
Позор этим людям (иностранцам)!
Они прибыли сюда, утверждая, что прибыли на помощь Греции, но в действительности хотят оказать помощь себе. Из личных и только из личных интересов они находятся здесь. За этими нуворишами следуют другие. Прибыли и исчезли.— 

## Смерть Джарвиса
В 1825 году, во время египетского вторжения на Пелопоннес, Джарвис во главе отряда в 45 бойцов, который он содержал на свои деньги, вышел из Нафплиона к городу Метони.
С 1827 года и до самой своей смерти вместе с американцами Самуэлем Хауи и  Джонатаном  Миллером , будучи членом филэллинского комитета США, Джарвис распределял лекарства, одежду и продовольствие среди страдающего греческого населения.
Его земляк, филэллин и хирург С. Хауи писал о Джарвисе: «это привлекательный способный солдат с испытанным мужеством. Действительно он делает честь стране, которая его родила».
Джарвис умер в городе Аргос 11 августа 1828 года в 31-летнем возрасте и был похоронен у храма Св. Иоанна Продрома рядом с другими известными участниками той войны: греками епископом Антимосом и генералом Цокрисом, филэллинами датчанином Йедассеном, немцами Каролосом фон Линзивком, Больтеман и Шпиттером.
Газета «Γενική Εφημερίδα» писала в день его похорон, что он был погребён с почестями генерал-лейтенанта. Причиной смерти указывали столбняк (по другим данным — тиф).
Через два года после смерти Джарвиса его родственники решили подарить Греции его оставшееся имущество. Перед этим они поместили в прессе объявление, на случай если у покойного были долги. Такое поведение родственников было достойно самого Джарвиса — человека, отдавшего свою жизнь и состояние за свободу Греции.